# Сангун Суваннасри, Франциск Ксаверий
Франциск Ксаверий Сангун Суваннасри (7.05.1930 г., Хуапхай, Таиланд — 20.05.2003 г., Сураттхани, Таиланд) — католический прелат, епископ Чантабури с 8 января 1953 года по 3 апреля 1970 год.

## Биография
Франциск Ксаверий Сангун Суваннасри родился 1 декабря 1909 года в селении Саовапхпа, Таиланд. 9 февраля 1936 года был рукоположён в священника.
8 января 1953 года Римский папа Пий XII назначил Франциска Ксаверия Сангуна Суваннасри титулярным епископом Эноанды и апостольским викарием Чантабури. 22 апреля 1953 года состоялось рукоположение Франциска Ксаверия Сангуна Суваннасри в епископа, которое совершил апостольский делегат Индокитя архиепископ Джон Джерлет Дули в сослужении с апостольским викарием Бангкока епископом Луи-Огюстом Шореном и апостольским викарием Тхари Клодом-Филиппом Байе.
Франциск Ксаверий Сангун Суваннасри участвовал в работе I, III и IV сессиях II Ватиканского собора.
3 июля 1970 года Франциск Ксаверий Сунгун Суваннасри вышел в отставку и был назначен титулярным епископом Урци.
Скончался 24 июля 1983 года в Чантхабури.